# Centralaphthona
Centralaphthona là một chi bọ cánh cứng trong họ Chrysomelidae.
Chi này được Bechyne miêu tả khoa học năm 1960.

## Các loài
Các loài trong chi này gồm:
- Centralaphthona dominicana Medvedev, 2004
- Centralaphthona gelbesi Bechyne, 1997